# Johnny Örbäck
Carl Vilhelm Johnny Örbäck,  född 29 maj 1952 i Virserum (Kalmar län), är en tidigare svensk socialdemokratisk kommunalpolitiker.
Johnny Örbäck har varit ombudsman och invaldes i Malmö kommunfullmäktige 1985. Han var oppositionsråd 1986–88, kommunalråd för undervisnings- och kulturroteln 1989–91 och därefter åter oppositionsråd till juni 1994. Han var ordförande i skolstyrelsen 1989–91 och vice ordförande där 1992–94. Han var verkställande direktör i HSB Malmö fram till 2004.  Därefter drev han bland annat Stafsjö Hotell i Stafsjö bruk 2005–07 tillsammans med en kompanjon. Han har också varit ordförande i Malmö Allmänna Idrottsförening.
Johnny Örbäck var den drivande kraften bakom HSB Malmös satsning på att bygga landmärket Turning Torso i Malmö. Bygget drogs med kostnadsöverskridande, vilket ledde till att Örbäck tvingades avgå som chef för HSB Malmö i april 2004. Johnny Örbäck tilldeldes Malmö stads hederstecken år 2005 för sitt arbete med att förverkliga Turning Torso.
År 2008 blev han friad av Hovrätten över Skåne och Blekinge från åtal för grov trolöshet mot huvudman i samband med fastighetsaffärer som HSB Malmö gjort, efter att först ha blivit fälld av Malmö tingsrätt 2007.

## Media
- Sossen, arkitekten och det skruvade huset, dokumentärfilm 2005 av Fredrik Gertten